# Bukovec (přírodní rezervace, okres Frýdek-Místek)
Bukovec je přírodní rezervace východně od obce Bukovec v okrese Frýdek-Místek. Chráněné území zaujímá mírný k ssv. ukloněný svah po levé straně hraničního potoka Oleška; zhruba 100 metrů od okraje rezervace se nalézá nejvýchodnější bod ČR. Oblast spravuje Agentura ochrany přírody a krajiny ČR. Důvodem ochrany je významná lokalita rašeliništní květeny, vázané na podhorskou a horskou oblast Beskyd.

## Historie
O tom, že tato lokalita je cennou rašelinnou loukou, věděl pravděpodobně již ostravský botanik Zdeněk Kilián, když ve své kartotéce z rozmezí let 1958 až 1962 uvedl lokalitu „Bukovec u Jablunkova“. Pro ochranu přírody byla tato lokalita znovuobjevena v sedmdesátých letech 20. století, čímž byla zachráněna před odvodněním a melioracemi, které se prováděly v období zemědělské velkovýroby.

## Přírodní poměry
Jde o degradující (tj. zarůstající) rašeliniště, místy se zbytky vlhkomilných lučních společenstev svazu Calthenion, do kterých pronikají druhy sušších ovsíkových luk svazu Arrhenatherion. Společenstva pastvin svazu Cynosurion se na lokalitě projevují přítomností třeslice prostřední (Briza media), lnu počistivého (Linum catharctium), vítodu obecného (Polygala vulgaris), kokrhelu menšího (Rhinanthus minor), violky psí (Viola canina). V nejvíce zamokřených částech lokality se vyskytují společenstva rašelinných luk svazu Caricion fuscae s řadou ohrožených a chráněných druhů rostlin – zejm. vstavač májový (Dactylorhiza majalis) z čeledi orchidejí. Pro zachování jejich výskytu je nutno louky pravidelně kosit.
V jižní části PR se nachází rozvolněný, věkově různý polokulturní smrkový les. V podrostu se pak vyskytuje žebrovice různolistá (Blechum spicant) a hořec tolitovitý (Gentiana asclepiadea).
Informační tabule pak udává, že při orientačních entomologických sběrech byly zjištěny dva zajímavé druhy dvoukřídlého hmyzu: mrvatka Ischiolepta crenata (čeleď Sphaeroceridae) – vzácný druh vázaný na zachovalé slatinné a rašelinné louky a překvapivě i teplomilná zelenuška Polyodaspis ruficornis (čeleď Chloropidae) – první nález na severní Moravě a Slezsku.

## Galerie

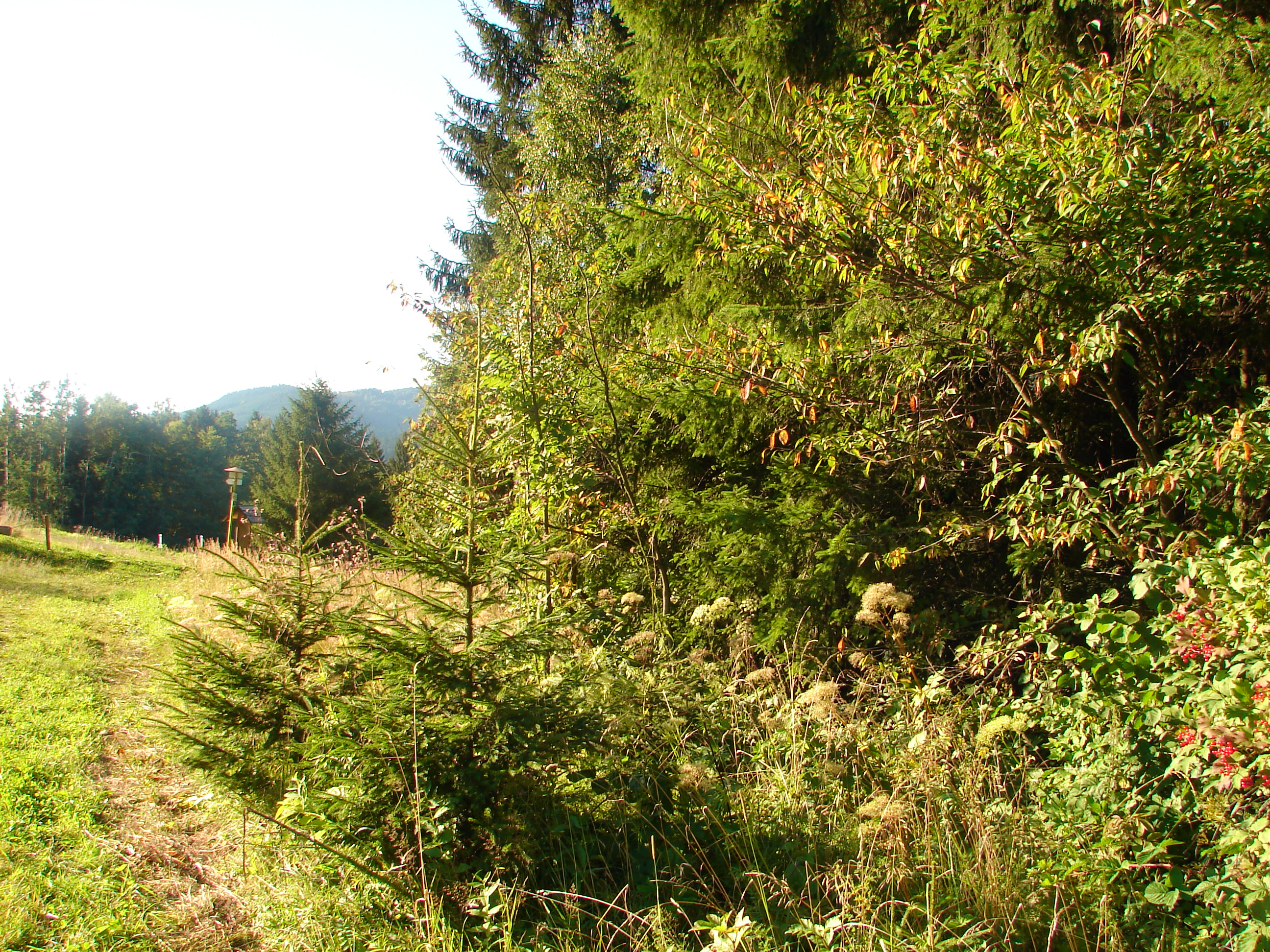
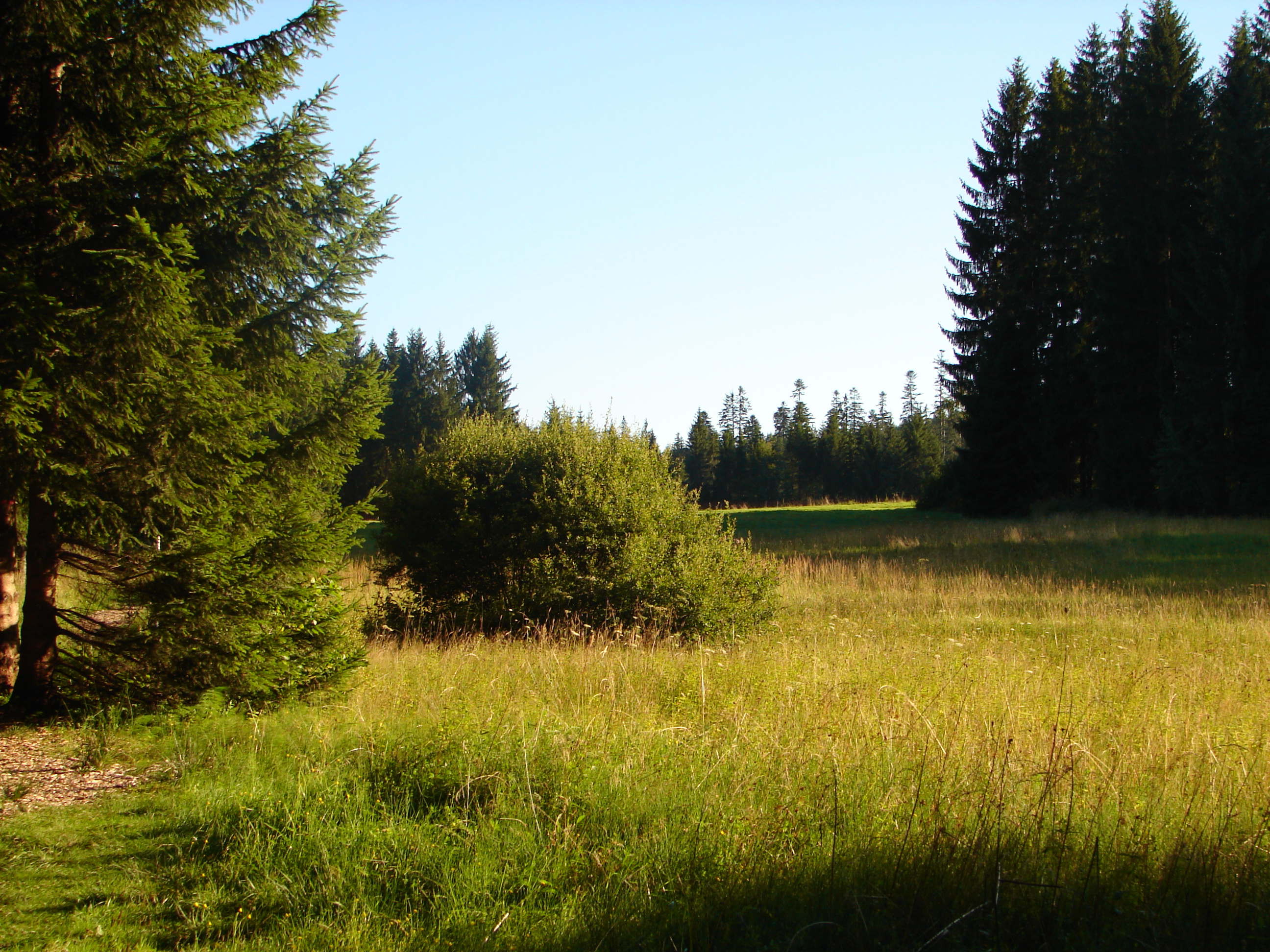
Luční porost
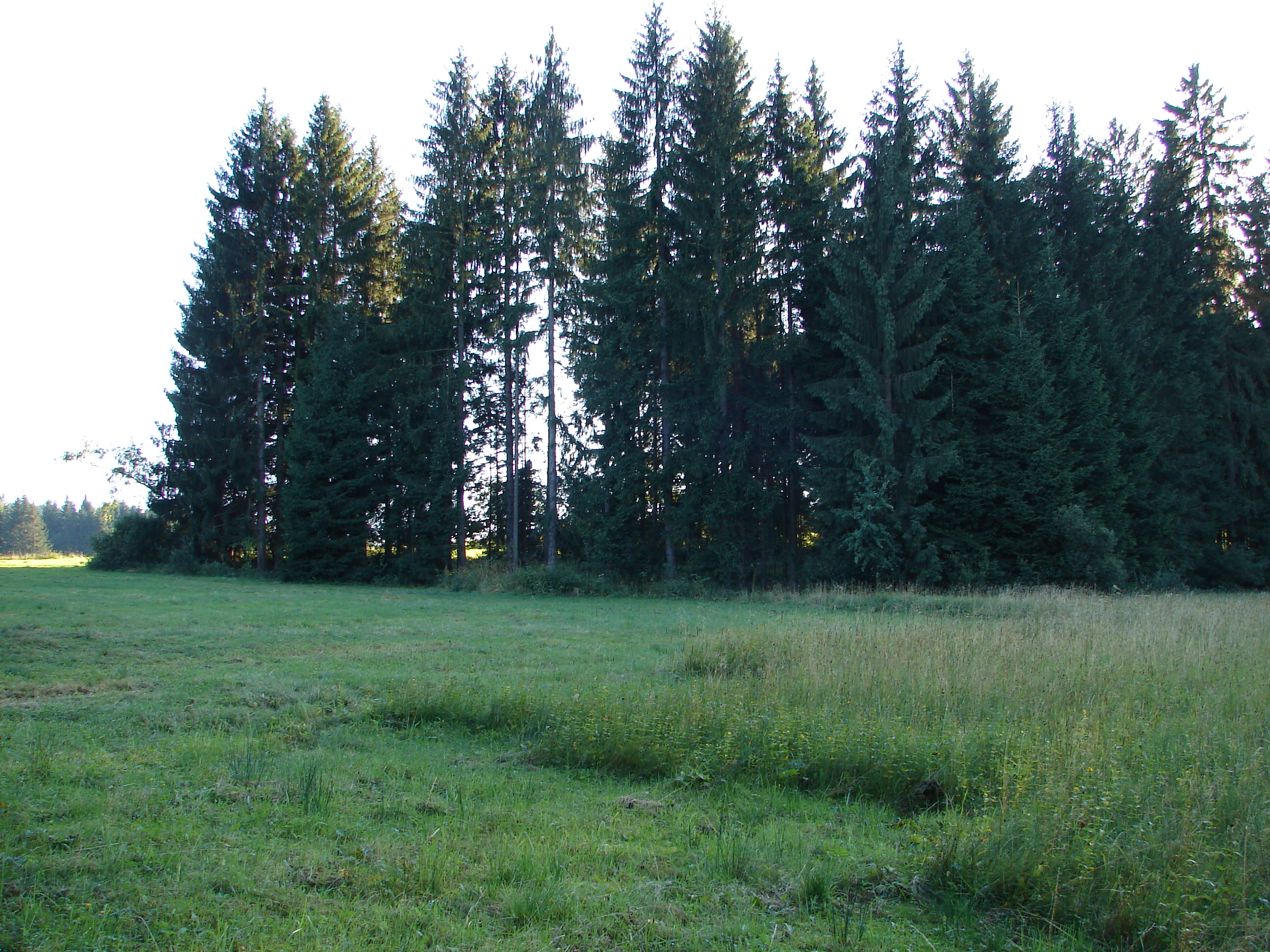
Péče o luční porost